# Stenopogon stonei
Stenopogon stonei là một loài ruồi trong họ Asilidae. Stenopogon stonei được Bromley miêu tả năm 1937. Loài này phân bố ở vùng Tân Bắc giới.